# Людиноподібні

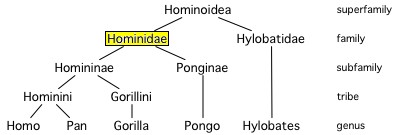
Класифікація гоміноїдів

Людиноподі́бні мавпи, гоміноїди або антропоїди (лат. Hominoidea або Anthropomorphidae) — надродина вузьконосих мавп (Catarrhini) ряду приматів. Включає дві сучасні родини: людинових (Hominidae) та гібонових (Hylobatidae). Батьківщиною гомінідів (крім людини) є тропічна Африка, а гібонових — Південна й Південно-Східна Азія. Довжина тіла л. м. від 45 см (гібон) до 2 м (горила), маса відповідно від 5 до 300 кг. Тіло здебільшого кремезне, масивне; передні кінцівки довші від задніх; перший палець протиставлений іншим; на всіх пальцях є нігті; голова округла; головний мозок добре розвинений, має складну будову.

## Систематичне положення
Згідно з останніми антропологічними даними й сучасною теорією походження видів, всі мавпи Старого Світу (тобто парвряд вузьконосі = Catarrhini) діляться на дві надродини, які різняться за низкою анатомічних ознак:
- надродина мавпуваті, або мавповиді (Cercopithecoidea)
- надродина людинуваті, або людиноподібні (Hominoidea).

## Ключові відмінності від інших приматів
Людиноподібним властивий специфічний тільки для них спосіб пересування по деревах: замість бігу по гілках на всіх чотирьох кінцівках вони пересуваються переважно на руках, під гілками. Такий спосіб пересування називається брахіацією. Пристосування до нього викликало ряд анатомічних змін: гнучкіші і довші руки, рухливий плечовий суглоб, сплощенну в передньо-задньому напрямі грудну клітку. Всі людиноподібні мають схожу побудову зубів і більший, в порівнянні з іншими приматами, головний мозок.

## Класифікація
В минулому виділяли три родини людиноподібних: гібонові, понгіди (орангутани, горили і шимпанзе) і гомініди (людина і його пращури).
Сучасні біохімічні дослідження показують, що це ділення необґрунтовано, оскільки спорідненість людини і понгід дуже близька. Тому понгід тепер включають до складу родини гомініди.

### Поділ на родини, підродини й роди
Класифікація надродини в обсязі сучасної фауни має такий вигляд:
- родина гібонові (Hylobatidae): 20 видів
  - рід Гібон, Hylobates: 8 видів
  - рід Hoolock: 4 види
  - рід Nomascus: 7 видів
  - рід Symphalangus: 1 вид
- родина людинові (Hominidae): 8 видів
  - підродина Ponginae
    - рід Орангутан, Pongo: 3 види

  - підродина Homininae
    - рід Горила, Gorilla: 2 види
    - рід Шимпанзе, Pan: 2 види
    - рід Людина, Homo: 1 вид — Людина розумна

### Найвідоміші представники
- сучасні (окрім людини): шимпанзе, бонобо, горила, орангутан, гібон
- вимерлі: анойяпітек, пропліопітек, парапітек, австралопітек, гігантопітек.

## Еволюція
Олдувайська ущелина на півночі Танзанії знаменита знахідками викопних останків найдавніших людей на Землі. У 1959 р. археолог Мері Лікі, вигулюючи своїх собак, випадково помітила в землі скам'янілий череп. Разом зі своїм чоловіком, відомим археологом Луїсом Лікі, вони провели на цьому місці розкопки, а палеонтропологи визначили вік черепа — бл. 2 млн років. Він належав істоті, яка, поза сумнівом, була попередником людини. Це були останки одного з найдавніших представників австралопітеків. Цей череп більше відомий під назвою Лускунчик, оскільки у нього дуже могутні щелепи.
Ще давніші знахідки виявлені в 1974 р. у пустелі Афар (Ефіопія), де в процесі розкопок знайдено сотні скам'янілих фрагментів кісток, що належали скелету жіночої особини, яку назвали Люсі. Люсі — представниця іншої групи істот, споріднених з людиною, які жили бл. 3 млн років тому. Це австралопітек афарський (Australopithecus afarensis). Судячи з будови кісток ніг, Люсі ходила на двох коротких, ледь зігнутих ногах. Вивчення останків її скелета показало, що їй було менше ніж 20 років, вона була граціозною і мала зріст бл. 1,1 м.